# Villefranche-d’Albigeois
Villefranche-d’Albigeois – miejscowość i gmina we Francji, w regionie Oksytania, w departamencie Tarn. W 2013 roku jej populacja wynosiła 1257 mieszkańców. Przez gminę przepływa rzeka Tarn.